# Stazione di Vignola
La stazione di Vignola è la stazione ferroviaria della città di Vignola, in provincia di Modena. È capolinea della ferrovia Casalecchio-Vignola, gestita dalle Ferrovie Emilia Romagna.

## Storia
La stazione di Vignola venne attivata contemporaneamente alla linea, il 28 ottobre 1938.
Dopo la soppressione del trasporto passeggeri sulla linea, nel 1967, seguita dalla fine del trasporto merci nel 1995, la stazione venne riattivata il 19 settembre 2004.
Fino al 1969, la stazione di Vignola fu inoltre capolinea della ferrovia Modena-Vignola.

## Movimento
Il servizio passeggeri è costituito dai treni della linea S2A (Bologna Centrale - Vignola) del servizio ferroviario metropolitano di Bologna, cadenzati a frequenza oraria con rinforzi semiorari nelle ore di punta.
I treni sono effettuati da Trenitalia Tper nell'ambito del contratto di servizio stipulato con la regione Emilia-Romagna.
A novembre 2019, la stazione risultava frequentata da un traffico giornaliero medio di circa 1320 persone (654 saliti + 666 discesi).